# 잎원숭이
잎원숭이 또는 수릴리(Surili) 또는 리프원숭이는 구세계원숭이에 속하는 잎원숭이속(Presbytis) 원숭이의 총칭이다. 잎원숭이는 태국-말레이 반도, 수마트라, 보르네오, 자바 및 인근의 작은 섬에 서식한다.

## 특징
잎원숭이는 다소 작고 날씬한 체구의 영장류다. 머리털은 갈색, 회색, 검정 또는 주황색이고, 아랫부분은 희끄무레하거나 회색이며, 때로는 주황색이기도 하며, 어떤 종은 머리나 엉덩이에 털 무늬가 있다. 잎원숭이의 독일어 이름 Mützenlanguren("모자를 쓴 랑구르")은 머리에 있는 털에서 유래했으며, 이 털은 술을 형성한다. 잎원숭이의 머리 모양(특히 제대로 발달되지 않았거나 없는 눈썹 융기와 튀어나온 코뼈), 이빨과 작은 엄지손가락의 크기 등의 특징으로 다른 랑구르와 다르다. 잎원숭이 성체의 몸길이가 40~60cm(꼬리 길이는 50~85cm)이고 무게는 5~8kg이다.

## 습성
숲에서 생활하는 주행성 동물로 거의 평생을 나무 위에서 보낸다. 수컷과 암컷 여러 마리, 새끼로 구성된 최대 21마리(대부분 종에서 일반적으로 10마리 이하)의 무리로 지어 산다. 일부 종은 일부일처제 짝짓기를 하는 것으로 관찰되었지만(특히 붉은배수레잎원숭이), 이는 서식지 감소에 대한 반응일 수도 있다. 홀로 사는 수컷과 수컷만으로 구성된 무리도 보고되었다. 무리는 계층 구조가 발달해 있으며, 무리 간 의사소통은 음성과 자세를 모두 사용한다.

## 먹이
잎원숭이의 먹이는 식물 잎과 열매, 씨앗 등으로 이루어져 있다.

## 번식
임신 기간은 5~6개월이며, 출산은 일반적으로 한 마리의 새끼를 낳는다. 갓 태어나면 흰색이고 등에 검은색 줄무늬가 있지만 일부는 십자가 모양의 표시가 있다. 1살이 되면 새끼는 젖을 떼고 4~5살이 되면 완전히 성숙해진다. 야생에서의 일반적인 수명은 대부분 종의 경우 잘 알려져 있지 않지만 사육된 수마트라잎원숭이는 18년 이상을 산다.

## 보전
잎원숭이속의 여러 종은 서식지 파괴가 광범위한 지역에 제한되어 있으며 사냥으로 위협받고 있다. 결과적으로 19종 중 16종이 IUCN에 의해 취약 또는 그 이하로 평가되었으며 사라왁잎원숭이는 "세계에서 가장 희귀한 영장류 중 하나"로 불린다. 최근, 멸종된 것으로 여겨지는 호세랑구르의 아종인 밀러랑구르가 보르네오 섬 동쪽 끝의 웨히아 숲에서 다시 발견되었지만 여전히 세계에서 가장 멸종 위기에 처한 영장류 중 하나이다.

## 하위 종
2개의 추가된 속, 루뚱원숭이속과 회색랑구르속은 예전에 잎원숭이속의 아속으로 간주했다. 종 단위의 분류는 복잡하며, 의미있는 변화들이 최근 몇 년 동안에 제안되었다.
- 수마트라잎원숭이 또는 노랑손잎원숭이 (P. melalophos)
- 흑백랑구르 (P. bicolor)
- 검은수마트라잎원숭이 또는 검은수마트라랑구르 (P. sumatrana)
- 남부볏랑구르 (P. mitrata)
- 띠잎원숭이 또는 래플줄무늬잎원숭이 (P. femoralis)
- 로빈슨줄무늬잎원숭이 (P. robinsoni)
- 동부수마트라줄무늬잎원숭이 (P. percura)
- 사라왁잎원숭이 (P. chrysomelas)
- 흰넓적다리잎원숭이 (P. siamensis)
- 흰이마잎원숭이 (P. frontata)
- 자바잎원숭이 (P. comata)
- 토마스잎원숭이 또는 토마스랑구르 (P. thomasi)
- 보르네오잎원숭이 또는 호세랑구르 (P. hosei)
- 사바회색랑구르 (P. sabana)
- 밀러랑구르 또는 밀러회색랑구르 (P. canicrus)
- 붉은잎원숭이 또는 마룬잎원숭이 (P. rubicunda)
- 붉은배수레잎원숭이 또는 믄타와이랑구르, 황금배믄타와이랑구르 (P. potenziani)
- 시베루트랑구르 또는 솜부레배믄타와이랑구르 (P. siberu)
- 나투나섬잎원숭이 (P. natunae)

## 계통 분류
다음은 잎원숭이족의 계통 분류이다.

|  | 회색랑구르속 |
|  |              |
|  | 루뚱원숭이속 |
|  |              |

|  | 코주부원숭이속                                                  |
|  |                                                                 |
|  | \| \| 두크원숭이속 \| \| \| \| \| \| 들창코원숭이속 \| \| \| \| |
|  |                                                                 |
|  | 두크원숭이속                                                    |
|  |                                                                 |
|  | 들창코원숭이속                                                  |
|  |                                                                 |

|  | 두크원숭이속   |
|  |                |
|  | 들창코원숭이속 |
|  |                |

|  | 코주부원숭이속                                                  |
|  |                                                                 |
|  | \| \| 두크원숭이속 \| \| \| \| \| \| 들창코원숭이속 \| \| \| \| |
|  |                                                                 |
|  | 두크원숭이속                                                    |
|  |                                                                 |
|  | 들창코원숭이속                                                  |
|  |                                                                 |

|  | 두크원숭이속   |
|  |                |
|  | 들창코원숭이속 |
|  |                |

|  | 회색랑구르속 |
|  |              |
|  | 루뚱원숭이속 |
|  |              |

|  | 코주부원숭이속                                                  |
|  |                                                                 |
|  | \| \| 두크원숭이속 \| \| \| \| \| \| 들창코원숭이속 \| \| \| \| |
|  |                                                                 |
|  | 두크원숭이속                                                    |
|  |                                                                 |
|  | 들창코원숭이속                                                  |
|  |                                                                 |

|  | 두크원숭이속   |
|  |                |
|  | 들창코원숭이속 |
|  |                |

|  | 코주부원숭이속                                                  |
|  |                                                                 |
|  | \| \| 두크원숭이속 \| \| \| \| \| \| 들창코원숭이속 \| \| \| \| |
|  |                                                                 |
|  | 두크원숭이속                                                    |
|  |                                                                 |
|  | 들창코원숭이속                                                  |
|  |                                                                 |

|  | 두크원숭이속   |
|  |                |
|  | 들창코원숭이속 |
|  |                |